# Малыши (фильм)
Малыши (англ. Babies) — французский документальный фильм, снятый режиссёром Томасом Бальмесом. Общие сборы в мире составили $9 495 362, в России — $151 337.

## Сюжет
В фильме показывается первый год жизни четырёх детей из разных стран: Понихао из Намибии, из племени Химба; Баяр из семьи монгольских кочевников у посёлка Баянчандмань, Монголия; Мари из столицы Японии — Токио и Хетти из Сан-Франциско, США. В течение 79 минут зритель наблюдает жизнь ребёнка от самого рождения до первых шагов. Каждого ребёнка показывают по порядку по кругу. Параллельно можно наблюдать забавные сцены, мимику детей, их взаимодействие с окружающими, а также традиции и особенности, свойственные для их общества.

## Критика
Фильм «Малыши» получил в общем положительные отзывы, так на сайте Rotten Tomatoes она набрал 64% положительных отзывов и по общей оценке критиков, сделали вывод, что дети это несомненно радостный праздник человечества, и фильм удачно отразил всю их очаровательность, однако здесь не хватает проницательности и глубины. На сайте Metacritic фильм набрал 63% положительных отзывов. Овен Глейберман, обозреватель журнала Entertainment Weekly назвал фильм кассовым спектаклем и дал ему оценку «B». Кэти Рич, представитель сайта Cinema Blend назвала фильм «блестяще простым».

## Создатели
- Режиссёр — Томас Бальмес
- Сценарий — Ален Шаба, Томас Бальмес
- Продюсеры — Амандин Било, Ален Шаба, Кристин Руксель, Томас Бальмес
- Операторы — Жером Альмерас, Фрейзер Брэдшоу, Стивен Петивилль, Эрик Турпин
- Композитор — Бруно Куле
- Художник — Джилл Кулон
- Монтаж — Рейнольд Бертран, Крэйг МакКэй